# Magnolia yuyuanensis
Magnolia yuyuanensis är en magnoliaväxtart som först beskrevs av Yuh Wu Law, och fick sitt nu gällande namn av Venkatachalam Sampath Kumar. Magnolia yuyuanensis ingår i släktet Magnolia och familjen magnoliaväxter. Inga underarter finns listade i Catalogue of Life.